# 米国 (昭武九姓)
米国為梵文Maymurgh的對音，是昭武九姓之一，最早见《隋书》；《新唐书》西域傳，作米国、弭尔、弭秣賀國。唐朝譯經大師玄奘《大唐西域記》作弭秣賀國。658年（显庆三年）以米国为南谧州，授其君昭武开拙为刺史。治所钵息德城（今塔吉克斯坦片治肯特），760年以后弃。
米国其确切地理位置，有学者认为在撒馬爾罕西南﹐或在今彭吉肯特。

## 延伸阅读
[在维基数据编辑]
 《欽定古今圖書集成·方輿彙編·邊裔典·米國部》，出自陈梦雷《古今圖書集成》